# Flamländska
För andra betydelser, se Flamländska (olika betydelser).
Flamländska, även flamska (västflamländska: Vlams), är en nederländsk dialektgrupp eller ett närbesläktat språk som talas av cirka 6,5 miljoner i Flandern i Belgien samt i angränsande områden i Nederländerna och (av en minoritet) i Frankrike, främst i Franska Flandern.

## Flamländska i jämförelse med belgisk nederländska
Flamländska skall inte förväxlas med belgisk nederländska, vilket endast skiljer sig måttligt från nederländskt riksspråk genom dess brabantiska influenser i kontrast till riksspråkets holländska (dialekten i Holland) influenser, samt dess mjuka, brabantiskliknande accent. Trots det kallas belgisk nederländska ofta för flamländska i vardagligt tal, vilket bidragit till stor förvirring  gällande vad flamländska är. Nederländska är det officiella språket i hela Flandern och används i alla officiella sammanhang och därutöver som lingua franca och andraspråk. Flamländskan har således ingen form av officiell status trots att den i likhet med limburgiskan (lokalspråket i Limburg) har ett eget skriftspråk, och i och med detta benämns flamländskspråkiga ofta nederländskspråkiga.

## Dialekter
Flamländskan delas grovt in i västflamländska (West-Vlams) och östflamländska (Oast-Vloams) mål, där de västflamländska målen talas i Västflandern (Belgien) och angränsande områden i Frankrike, medan de östflamländska målen talas i 
Östflandern (Belgien) och angränsande områden i Nederländerna. Det flamländska skriftspråket använder sig av en semi-standardiserad form av västflamländska.
En egenhet i västflamländska är att uttalet av det "mjuka g:t" (som tyskans "ach"-ljud fast tonande) är nästan identiskt med "h"-ljudet (en tonande glottal frikativa).

## Historik
Det flamländska skriftspråket, som grundades på den levande flamländska dialekten av det nederländska språket, hade in på 1900-talet behållit den äldre nederländska rättskrivningen (med till exempel ae för långt "a", y för diftongen "ij" av ursprungligt långt i,  såsom aerde, "jord", mynheer, "min herre", vilket skrivsätt, tillsammans med en del provinsialismer, var huvudskillnaden från nederländskan i Nederländerna, som då antagit ett nyare skrivsätt (med aa, ij i de nämnda fallen). Under 1900-talet har detta skriftspråk helt och hållet försvunnit, och ersatts av standardnederländskans skriftspråk.
Sedan den flamländske lingvisten, skalden och historikern Willems länge hade kämpat för en gemensam rättskrivning för flamländskan och nederländskan samt försökt bevisa att skillnaden mellan dialekterna endast var marginell, fattades på språkkongressen i Gent 1841 beslut om ett gemensamt skriftspråk.
Ordböcker, som utkommit i Gent före 1841 kallas ofta flamländska,  men efter 1841 övergick man till att tala om nederländska.  "Dictionnaire néerlandais-français" av abbé Olinger (1874) kallades i äldre upplagor med den gamla rättskrivningen "flamand-français". Även om skriftspråket i Belgien även efter 1841 i många avseenden (till exempel ifråga om ordval, genus, syntax och fraseologi) avvek från det skriftspråk som användes i Nederländerna, ansågs skillnaden mellan flamländska och nederländskan i Nederländerna främst handla om skillnader gällande talspråk.

### Fotnoter
1. ↑  Se (väst)flamländska Wikipedia och limburgskspråkiga Wikipedia